# Manlio Simonetti
Manlio Simonetti (2 de maio de 1926 - 1 de novembro de 2017) foi um estudioso italiano da Patrística e da história da interpretação bíblica.

## Biografia
Simonetti nasceu em Roma em 2 de maio de 1926.
Seus primeiros estudos foram em Clássicos (filologia e história) na Universidade Sapienza de Roma. Em 1959 ele se tornou Professor de Literatura Cristã Antiga na Universidade de Cagliari, cargo que ocupou até 1969. Nesse ano tornou-se professor de História do Cristianismo na Sapienza, cátedra que ocupou por três décadas. Também lecionou na Pontifícia Universidade Salesiana e foi instrutor do Augustinianum desde sua fundação em 1971 até 2016.  Ele foi nomeado bolsista nacional da Academia Nacional dos Linces em 1981.
Simonetti morreu em 1 de novembro de 2017 em Roma, com 91 anos de idade.

## Prêmios e publicações
Em 2011, ele foi co-recebedor do primeiro Prêmio Ratzinger. Na ocasião da sua premiação, o Papa Bento XVI comentou sobre ele: “O professor Simonetti abordou o mundo dos Padres de uma maneira nova, mostrando-nos com precisão e cuidado o que os Padres dizem do ponto de vista histórico; eles se tornaram nossos contemporâneos que falam conosco."
As publicações acadêmicas de Simonetti são numerosas. Sua bolsa foi focada nos domínios da interpretação bíblica (em particular, Jó, o Evangelho de Mateus, etc.), na antiguidade cristã (por exemplo Orígenes), Cristologia, notavelmente durante a crise Ariana do quarto século), e a literatura cristã primitiva (incluindo antologias).
Vários de seus artigos mais recentes foram publicados na Vetera Christianorum e têm sido os destaques da maioria das edições desde 2000. Este jornal foi publicado na Edipuglia para o Departamento de Clássicos e Cristianismo da Universidade de Bari.

## Trabalhos selecionados
- La crisi ariana nel IV secolo, Studia ephemeridis "Augustinianum" (em italiano), Rome: Institutum Patristicum Augustinianum, 1975
- Biblical interpretation in the early church: an historical introduction to patristic exegesis, ISBN 0567095576, Edinburgh: T&T Clark, 1994
- «Le scienze patristiche oggi. Questioni fondamentali di contenuto e di metodo», Bari: Edipuglia, Vetera Christianorum (em italiano), 1: 5–15, 2009